# Bobby Solo (1964)
Bobby Solo è il primo album discografico di Bobby Solo pubblicato in Italia nel 1964.

## Descrizione
Il successo ottenuto da Una lacrima sul viso dopo la partecipazione al Festival di Sanremo 1964, convince la Ricordi a pubblicare un 33 giri del cantante romano che racchiude contiene cinque delle sei canzoni finora pubblicate su 45 giri (manca solo Marrone, il retro di Blu è blu), con sette brani inediti fino a quel momento (due di essi, però, Credi a me/Le cose che non ho, sono pubblicate in contemporanea su 45 giri, e la prima di esse partecipa e vince la prima edizione del Festivalbar 1964).
Delle altre canzoni dell'album, Troppe volte, Credi a me e Ha, ha...ah sono anche contenute nella colonna sonora del film Una lacrima sul viso, di Ettore Maria Fizzarotti, debutto di Bobby Solo nel cinema), mentre Non chiedermi nulla, è la prima canzone firmata alla S.I.A.E. dal cantautore che, in realtà, aveva scritto anche la musica di Una lacrima sul viso, non firmandola però in quanto non ancora iscritto; Blu è blu è invece la cover di Blue on blue, canzone scritta da Burt Bacharach e portata al successo da Bobby Vinton, ed è l'unica cover presente nel disco.
Gli arrangiamenti sono curati dal maestro Iller Pattacini (Ora che sei già una donna, Non ne posso più, Blu è blu, Valeria e Non chiedermi nulla) e dal maestro Gianni Marchetti (Una lacrima sul viso, Non cercare scuse, Credi a me, Le cose che non ho, Troppe volte, Qualcosa resterà e Ha, ha...ah); non sono riportati i nomi dei musicisti che hanno partecipato alla registrazione del disco, fatta eccezione per  i "Cantori Moderni" di Alessandroni, che cantano in Qualcosa resterà e in Troppe volte.
La copertina è una fotografia del cantante con un maglione arancione; sul retro, dove sono riportati i titoli dei brani, vi è una presentazione dell'album scritta da Vincenzo Micocci (all'epoca direttore artistico della Dischi Ricordi), produttore dell'album.
Il 33 giri viene pubblicato in molti paesi diversi dall'Italia, sia in Europa che in Sudamerica; ad esempio la versione francese, con la stessa copertina di quella italiana, è pubblicata dalla Festival (numero di catalogo: FLD 339).
L'album è stato ristampato in CD dalla BMG nel 1999 (numero di catalogo: 74321651822)

## Tracce
Lato A
1. Una lacrima sul viso – 3:08 (testo: Mogol – musica: Lunero[3])
2. Ora che sei già donna – 2:35 (testo: Mogol – musica: I. Pattacini)
3. Non ne posso più – 1:45 (testo: G. Salvioni – musica: I. Pattacini)
4. Blu è blu – 2:10 (testo: Mogol (italiano); H. David (originale) – musica: B. Bacharach)
5. Valeria – 2:41 (testo: A. Lo Vecchio – musica: Lunero)
6. Non cercare scuse – 2:15 (testo: P. Lepore – musica: G. Sanjust, G. Marchetti)

Lato B
1. Credi a me – 2:34 (testo: G. Sanjust – musica: G. Marchetti)
2. Le cose che non ho – 3:10 (testo: G. Sanjust – musica: G. Marchetti)
3. Troppe volte – 2:01 (testo: P. Lepore – musica: G. Marchetti)
4. Qualcosa resterà – 2:19 (testo: G. Sanjust – musica: G. Marchetti)
5. Non chiedermi nulla – 2:03 (testo: R. Satti – musica: R. Foley)
6. Ha, ha...ah – 2:18 (Dinamo)

## Formazione
- Bobby Solo - voce
- Gianni Marchetti - orchestra e cori (A1, A6-B2, B6)
- Iller Pattacini - orchestra e cori (A2-A5, B3-B5)
- Coro Di Nora Orlandi - cori (A2)